# Navaandorjiyn Jadambaa
Navaandorjiyn Jadambaa  (idioma mongol: Наваандоржийн Жадамбаа) (* 1900 - 1939) fue un político mongol.
Presidente de Mongolia, del periodo de 28 de noviembre de 1924 a su fecha de terminación el 29 de noviembre de 1924. 
Fue el primer presidente de la Mongolia contemporánea. Este presidente fue elegido mediante el partido Partido Revolucionario Popular.